# Kaleybar
Kaleybar (en persa: كليبر‎) (en azerí: كليبر ); también romanizada como Kalībar, Kalipar, Keleibar y Keleivar) es una ciudad y capital del condado de Kaleybar, provincia de Azerbaiyán Oriental, Irán. Según el censo de 2006, Kaleybar, con una población de 9.030 en 2.397 familias, es la 25ª ciudad más poblada de la provincia. En los últimos años la ciudad se ha convertido en un destino turístico gracias a su proximidad al fuerte de Babak. 

## Historia
Kaleybar, conocido como Badd o Baddayn (o Bedh) en las crónicas islámicas, fue el bastión de Babak Khorramdin quien, en el 816 dC, se rebeló contra el califato islámico. La resistencia de Babak terminó en 836 cuando fue derrotado por el general iraní Haydar ibn Kawud al-Afshin, actuando en nombre del califato. Los acontecimientos de las dos décadas de tiempos tumultuosos sometieron a la ciudad a los informes de los primeros historiadores islámicos.
La primera referencia a Kaleybar ha sido de Al-Masudi en su obra Los prados de oro, señalando que: «Babak se rebeló en la región de Bedh con los discípulos de Djavidan ... Tras una serie de derrotas, Babak fue bloqueado en su ciudad natal ..., que incluso ahora se conoce como el país de Babak».
Ali ibn al-Athir en su libro, La historia completa, ha dedicado muchas páginas a la descripción de las batallas que tuvieron lugar en Kaleybar entre los ejércitos del Califato y las fuerzas de Babak.

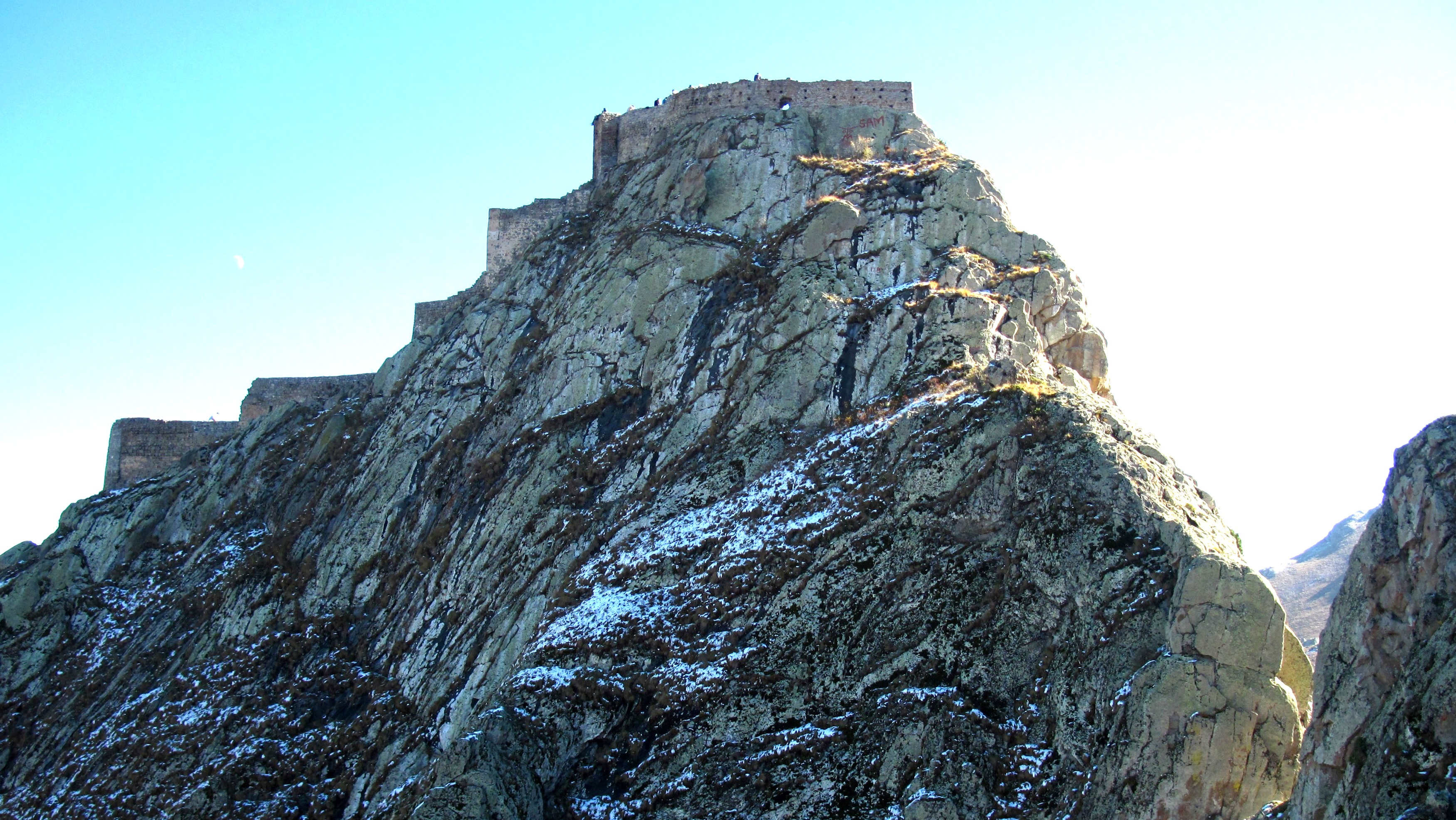
Fuerte de Babak, sitio turístico cerca de Kaleybar.

Yaqut al-Hamawi, escribiendo a principios del siglo XIII, describe Kaleybar como un «condado entre Azerbaiyán y Erran. Aquí es donde Babek resistió cuando se rebeló contra Mo'taçem. Conocemos estos versos Bokhteri [...] Había un Bedd cerca, dice el poeta Mo'çer, un lugar de un área de unos tres acres, cada vez que decimos el nombre de Dios, responde una voz oculta. Aquí es donde los Vestidos de Rojo, también llamados kurramitas, elevaron el estandarte de la revuelta liderada por Babak, esto también es lo que esperan de EI-Mehdi. En el fondo fluye un gran río que tiene la propiedad de curar las fiebres más empedernidas. El río Arax fluye en la frontera. Esta provincia produce granadas de incomparable belleza, excelentes higos y uvas que se secan al fuego (porque el sol siempre está oscurecido por espesas nubes).
Hamdallah Mustawfi, escribiendo a mediados del siglo XIV, menciona a Kaleybar como «Un pueblo de Azerbaiyán, en el bosque cerca de una montaña que comprende una fortaleza. Debajo fluye un río. El país produce trigo y frutas, y sus habitantes, que son turcos o mongoles, siguen el rito de Schafey».
Kaleybar, quizás, sufrió enormemente durante las guerras ruso-persas de 1804-1813 y de 1826-1828 debido a su proximidad a la zona de guerra. Además, gracias a la participación de las tribus Arasbarán en los conflictos armados durante la revolución constitucional iraní, Kaleybar debería haber experimentado un período tumultuoso.

## Cultura

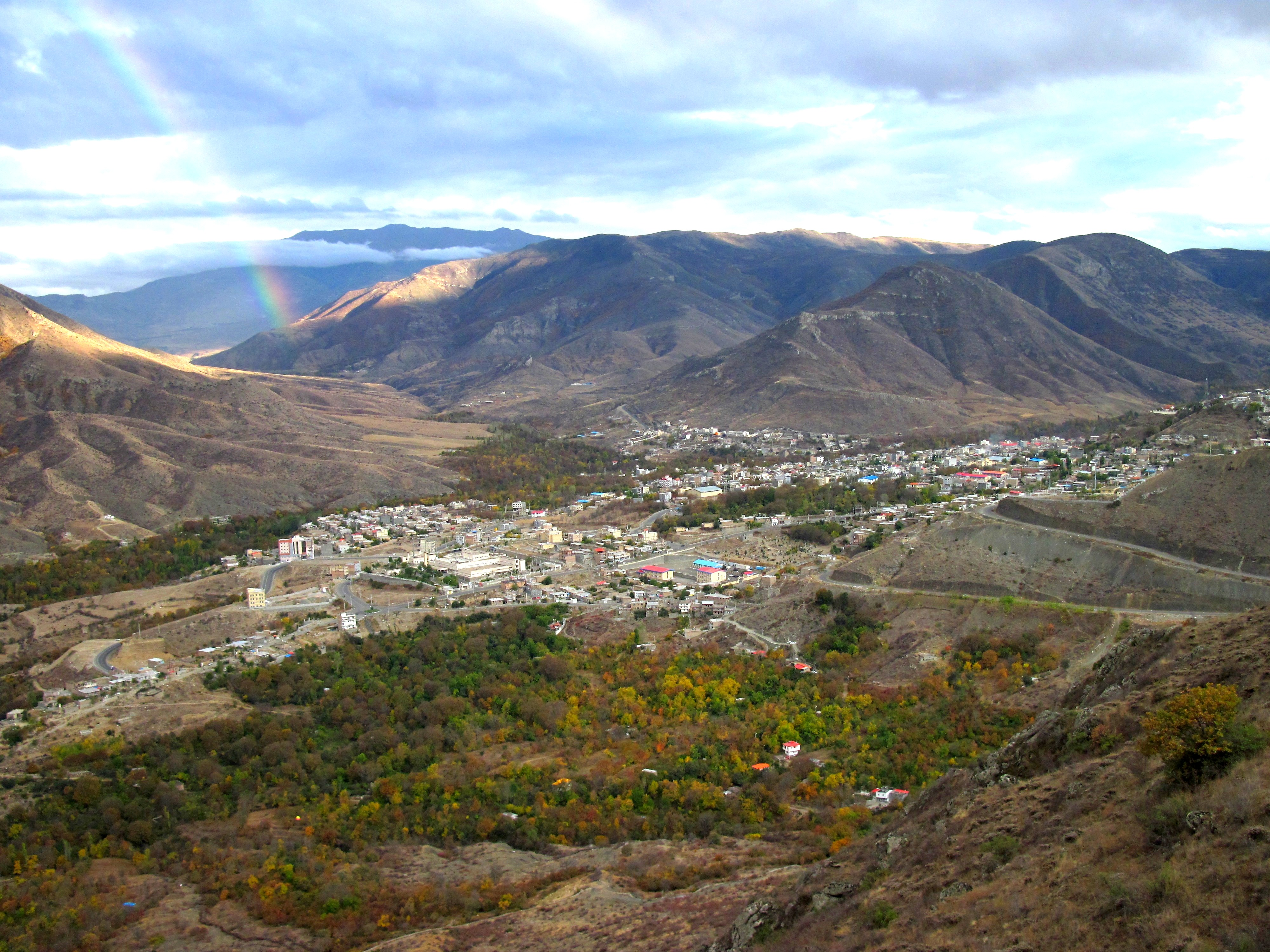
Vista de Kaleybar en otoño.

Rezā Shāh, quien depuso a Ahmad Shah Qajar en 1925 y fundó la dinastía Pahlaví, insistió en el nacionalismo étnico y el unitarismo cultural e implementó sus políticas con la sedentarización forzada de las tribus nómadas. Cambió el nombre de Qaradağ a Arasbarán para negar la identidad turca de los habitantes. En los últimos años, como reacción a estos actos opresores, ha habido un movimiento de búsqueda de identidad que enfatiza la resistencia de Babak. En el período 1998-2006, el castillo de Babak se consideró un santuario para el movimiento y se organizaron muchos eventos culturales cerca de Kaleybar.

### Idioma
El idioma hablado en Kaleybar es el dialecto azerí del turco. Difícil, hasta finales de los años setenta, los residentes mayores de algunos pueblos vecinos (Çaykändi, Kälasor, Xuynärod, Arazin) hablaban el idioma tati, no hay evidencia de que se hablara tati alguna vez en Kaleybar. Un clérigo, el difunto Haji Mohammad Zakeri, dijo que el nombre Kaleybar era de hecho una palabra tati, que significa ciudad construida sobre rocas. La región de Kaleybar con terreno montañoso, pastoreo y cultivo de laderas posee las características de aislamiento para el desarrollo de un sofisticado lenguaje silbado.